# Star Wars : Capitaine Phasma
Star Wars : Capitaine Phasma (Star Wars: Captain Phasma) est une mini-série de comics en quatre numéros paru dans le cadre de l'opération Voyage vers Star Wars : Les Derniers Jedi. Il est scénarisé par Kelly Thompson, dessiné par Marco Checchetto et colorisé par Andres Mossa. Aux États-Unis, il est édité par Marvel Comics entre septembre et octobre 2017. et en France par Panini Comics en mai 2018.

## Synopsis
Lors des événements Star Wars, épisode VII : Le Réveil de la Force, le capitaine Phasma du Premier Ordre a contribué à la victoire de la Résistance en abaissant, sous la menace d'une arme, les boucliers de la base Starkiller, ce qui a mené à sa destruction.
Elle trouve un bouc émissaire en la personne du lieutenant Sol Rivas qui a découvert qu'elle a utilisé ses codes d'accès lors de l'attaque de la Résistance. Après avoir tenté de le tuer, celui-ci parvient à s'enfuir et elle se lance à sa poursuite.

## Accueil
| Publication   | Note du n°1 | Note du n°2 | Note du n°3 | Note du n°4 |
| ------------- | ----------- | ----------- | ----------- | ----------- |
| Bleeding Cool | 10/10       | 9/10        | 9/10        | 9,5/10      |
| ComicsVerse   | 9,2/10      | 9,3/10      | -           | -           |
| IGN           | 8,7/10      | 8,6/10      | 6,9/10      | 8,8/10      |

Jesse Schedeen pour IGN estime que Thompson, dans le premier numéro, a une « approche efficace de la narration qui, couplé à l'excellent duo que constitue Marco Checchetto et Andres Mossa, fait de ce comics Star Wars quelque chose que tous les fans de Phasma devraient lire ». Joshua Davidson pour Bleeding Cool donne 10/10 au premièr numéro et estime que chaque case est brillante graphiquement.
Pour James Whitbrook sur Gizmodo, le roman Phasma et le comics permettent de dépeindre un personnage plus complexe que dans les films, un personnage qui malgré ses échecs reste courageux et calculateur quand les commandants de l'Empire étaient souvent unilatéralement représentés comme des lâches.